# Hans Sundermann
Hans Sundermann (Detmold, 1924 – 30 gennaio 2002) è stato un botanico tedesco, famoso per le sue ricerche nell'ambito dell'orchidologia.

## Biografia
Ha studiato a Magonza, dove ha conseguito il dottorato nel 1953.
Dal 1963 è stato responsabile del Museo di Scienze Naturali di Wuppertal, successivamente divenuto Museo Fuhlrott.
Nel 1967 è divenuto Professore ordinario di didattica della biologia presso l'Università di Wuppertal, dove ha continuato a lavorare fino al suo pensionamento nel 1990.

## Opere
- (DE) Hans Sundermann, Europäische und mediterrane Orchideen. Eine Bestimmungsflora, Hannover, Brücke Verlag, 1970.

| H.Sund. è l'abbreviazione standard utilizzata per le piante descritte da Hans Sundermann. Consulta l'elenco delle piante assegnate a questo autore dall'IPNI. |